# リパロセラス・プセウドストリアトゥム
リパロセラス・プセウドストリアトゥム（学名：Liparoceras pseudostriatum）は、ジュラ紀のプリンスバッキアンに生息していた絶滅したアンモナイトの種。リパロセラスは「太った頭」を意味し、これはその広い殻に由来する。腹部は幅広く細かい肋があり、竜骨はなく、各渦には2列の結節がある。

## 概要
フランスとイギリスのジュラ紀の堆積物から発見された。